# Walker Percy

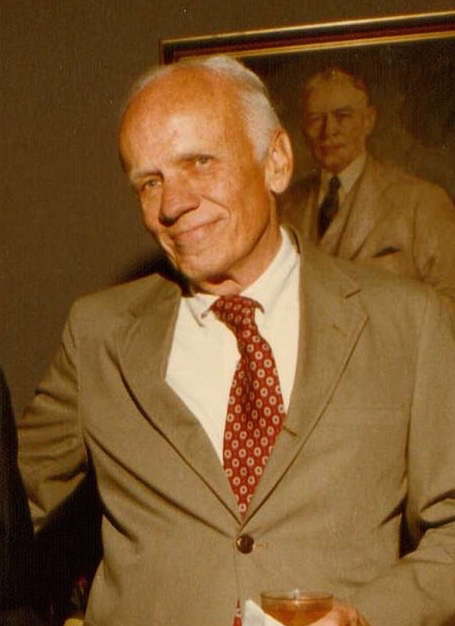
Walker Percy (1987)

Walker Percy (geboren am 28. Mai 1916 in Birmingham, Alabama; gestorben am 10. Mai 1990 in Covington, Louisiana) war ein amerikanischer Schriftsteller. Der studierte Mediziner wurde für seinen 1960 veröffentlichten Debütroman Der Kinogeher mit dem National Book Award for Fiction ausgezeichnet. Percys Werke verhandeln die „Entwurzelung des Menschen in der Moderne“. Sie sind von seinen Interessen an Semiotik, Philosophie und Existenzialismus, seiner Herkunft aus dem Südstaaten sowie seinem Katholizismus geprägt.

## Leben
Walker Percy wuchs mit seinen beiden Brüdern bei seinem Cousin William Alexander Percy in Greenville (Mississippi) auf. Seine Eltern verlor er früh: der Vater starb durch Suizid, als Percy dreizehn war, die Mutter durchbrach zwei Jahre später mit dem Auto das Geländer einer Brücke und kam dabei um. Offiziell als Unfall deklariert, hielt Walker Percy diesen Zwischenfall für einen weiteren Suizid. Schon sein Großvater hatte sich, vor Percys Geburt, das Leben genommen. Ein weiterer Cousin ist William Armstrong Percy.
Walker Percy studierte Chemie an der University of North Carolina at Chapel Hill. Nach seinem Abschluss 1937 studierte er Medizin an der Columbia University in New York, wo er 1941 seine Approbation erhielt und fortan als Pathologe arbeitete. 1942 infizierte er sich bei einer Autopsie mit Tuberkulose und musste seinen Arztberuf für einige Jahre aufgeben. Während des darauf folgenden Sanatoriumsaufenthaltes beschäftigte er sich mit philosophischen und religiösen Fragen, las sehr viel, beschloss selbst zu schreiben und konvertierte zur katholischen Kirche. 1946 heiratete er Mary Bernice Townsend; Percy und seine Frau adoptierten ein Mädchen und hatten eine leibliche Tochter. 1950 ließ er sich in Covington, Louisiana nieder. Dort lebte er bis zu seinem Krebstod 1990. Einer von Percys Freunden war der Romancier und Historiker Shelby Foote.

## Werk
Vor seiner Konversion zum Katholizismus 1947 beschäftigte er sich intensiv mit den Philosophen Sören Kierkegaard und Charles Sanders Peirce. Zu Percys ersten Veröffentlichungen gehören philosophische Fachartikel, vor allem zur Zeichentheorie. Kierkegaards Existenzphilosophie prägt vor allem Percys ersten Roman Kinogeher; die Auseinandersetzung mit Peirce zieht sich vor allem durch seine Essays (gesammelt in Message in the Bottle und Signposts in a Strange Land), sein ironisch-zeitkritisches Buch Lost in the Cosmos, aber auch durch seinen Roman Die Wiederkehr. Deutet er seine religiöse Haltung in seinem Erstling Der Kinogeher kaum an, wird sie in seinen späteren Romanen (v. a. Liebe in Ruinen und Thanatos-Syndrom) klar erkennbar. In starker ironischer Brechung vermeidet Percy allerdings einen predigenden Ton, hierin in expliziter Bezugnahme auf Kierkegaard.
Seine Kritik an der amerikanischen Gegenwart, besonders deutlich in den Romanen Lancelot, Liebe in Ruinen und Thanatos-Syndrom, verstärkt er mit apokalyptischen Untertönen. Ein Charakteristikum seiner Prosa ist die Bezugnahme auf die Gesellschaft der amerikanischen Südstaaten; Percy steht so in der Nachbarschaft zu William Faulkner, der ihn, neben Anton Tschechow und Dostojewski, stark beeinflusste. Nach Faulkners Tod wurde Percy zur literarischen Stimme des Südens. Auf die Frage, warum der Süden so viele bedeutende Schriftsteller hervorgebracht habe, antwortete er mit dem heute berühmten Ausspruch „Because we got beat“ – „Weil wir geschlagen wurden“ / „Weil wir Beat haben“.
In Essays und Vorträgen widmete er sich den amerikanischen Südstaaten, ihrer Geschichte und Kultur, der Rolle des Schriftstellers als Zeitdiagnostiker, der Bedrohung des Menschen durch den technologischen Fortschritt und – in einem berühmt gewordenen Text – dem Bourbon.
1962 gewann er mit seinem Erstlingsroman Der Kinogeher den National Book Award. 1972 wurde er in die American Academy of Arts and Sciences sowie in die American Academy of Arts and Letters gewählt.

## Werke
- The Moviegoer (Roman, 1960), ISBN 0-413-77327-2.

dt. Der Kinogeher, übersetzt von Peter Handke, ISBN 3-518-01903-1. Neuauflage 2016: ISBN 978-3-518-22494-6.
- The Last Gentleman (Roman, 1966), ISBN 0-8041-0379-8

dt. Der Idiot des Südens, ISBN 3-518-03227-5
- Love in the Ruins (Roman, 1971), ISBN 0-8041-0378-X

dt. Liebe in Ruinen, ISBN 3-518-37114-2
- The Message in the Bottle: How Queer Man Is, How Queer Language Is, and What One Has to Do with the Other (Essays, 1975), ISBN 0-312-25401-6

dt. Ach, Sie sind katholisch? (enthält 2 Essays aus The Message in the Bottle sowie zwei vorher unveröffentlichte Interviews), ISBN 3-88567-082-8
- Lancelot (Roman, 1977), ISBN 0-312-24307-3

dt. Lancelot, ISBN 3-426-00802-5
- The Second Coming (Roman, 1980), ISBN 0-312-24324-3

dt. Die Wiederkehr, Fortsetzung von Der Idiot des Südens, ISBN 3-518-40137-8
- Lost in the Cosmos (Essays, 1983), ISBN 0-312-25399-0

dt. Das Loch im Kosmos. Die Suche nach einer universellen Spiritualität, ISBN 3-453-14667-0
- The Thanatos Syndrome (Roman, 1987), ISBN 0-312-24332-4

dt. Das Thanatos-Syndrom, Fortsetzung von Liebe in Ruinen, ISBN 3-446-15067-6
- Signposts in a Strange Land (Essays, 1991), ISBN 0-374-26391-4

## Sekundärliteratur
- Harold Bloom, ed. Modern Critical Views: Walker Percy. Chelsea House, New York 1986.
- Jan Nordby Gretlund,  Karl-Heinz Westarp (Hrsg.): Walker Percy: Novelist and Philosopher. University Press of Mississippi, Jackson 1991.

### Biografien
- Patrick H. Samway, S. J. Samway: Walker Percy. A Life. 1999, ISBN 0-8294-1268-9.
- Jay Tolson: Pilgrim in the Ruins. A Life of Walker Percy. 1994, ISBN 0-8078-4447-0.